# لك لك (جلغة)
لك لك (بالفارسية: لک‌لک) هي قرية تقع في إيران في قسم جلغة الريفي. يقدر عدد سكانها بـ 1,098 نسمة.